# 二磷酸腺苷核糖
二磷酸腺苷核糖（英語：Adenosine diphosphate ribose，或ADP-ribose，ADP-核糖）是一个由ADP的另一个磷酸基团再与核糖结合而形成的分子，可结合并激活TRPM2离子通道。